# Багаторазова авіаційно-космічна система
Багаторазова авіаційно-космічна система, БАКС — проектований двоступеневий комплекс повітряного старту, що складається з літака-носія Ан-225 розробки АНТК ім. О. К. Антонова (Україна, Київ), на якому встановлюється орбітальний літак у пілотованому або безпілотному варіанті чи вантажний контейнер із зовнішнім паливним баком, заповненим кріогенними компонентами палива.
Система базується на звичайних аеродромах 1 класу, дообладнаних необхідними для БАКС засобами заправлення компонентами палива, наземного технічного і посадкового комплексу і вписується, в основному, в чинні засоби наземного комплексу управління космічними системами. Основні елементи системи БАКС виконані в багаторазовому виконанні, крім зовнішнього паливного бака і блоку виведення. БАКС створюється на основі останніх досягнень науки й техніки в галузі авіації та космонавтики.
БАКС може застосовуватися для аварійного порятунку екіпажів космічних об'єктів або з метою наземної розвідки. Відсутність прив'язки до космодрому також розширює застосування такої системи.

## Історія проєкту

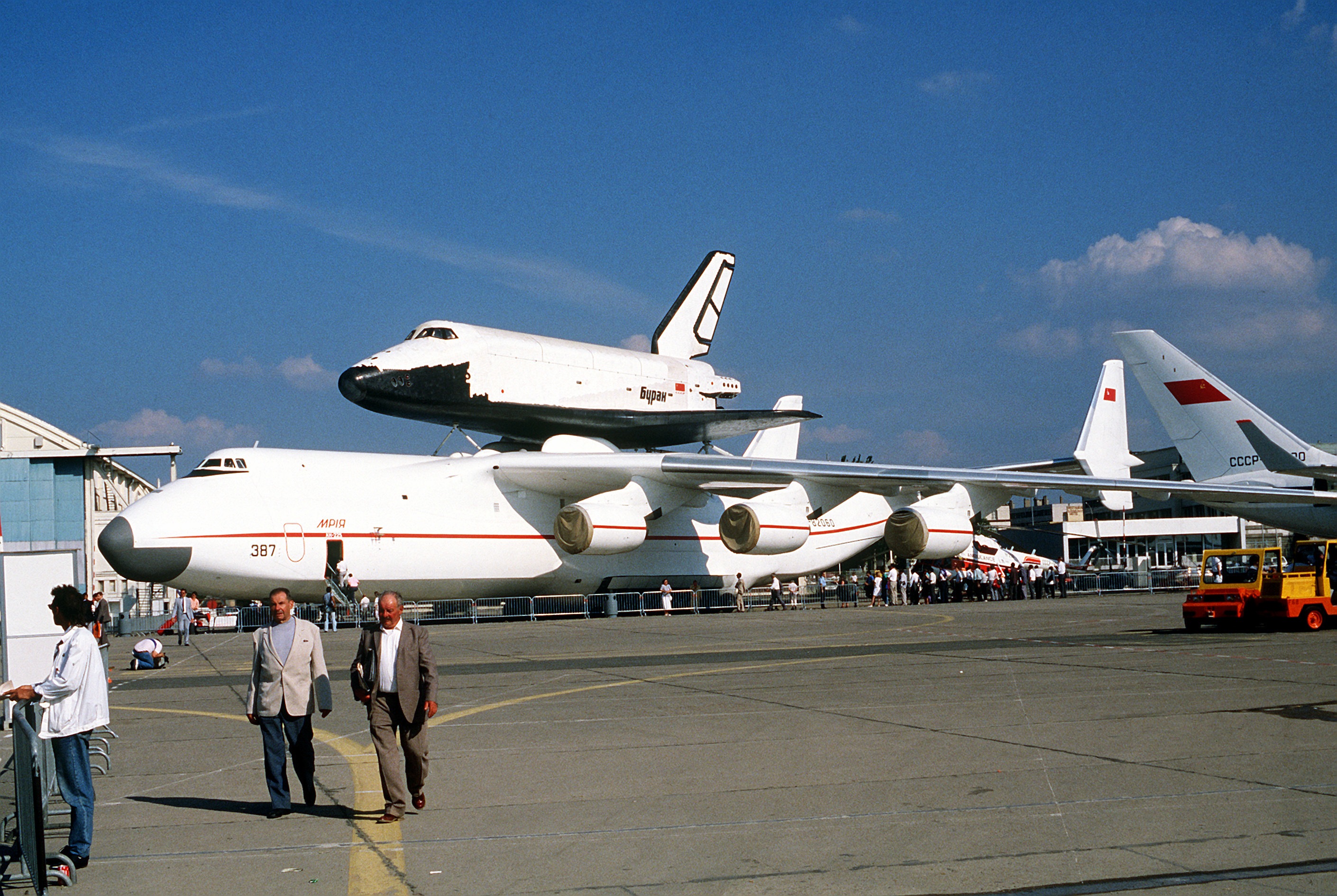
Мрія та Буран в Ле-Бурже

Цей проєкт був початий ще в 1980-ті роки науково-виробничим об'єднанням «Молнія». При цьому використовувався досвід і результати робіт над проєктом «Спіраль» і над експериментальним безпілотним орбітальним ракетопланом БОР-4. Цей проєкт, на відміну від «Бурана», заснований на принципі самоокупності. За розрахунками, витрати повинні окупатися через 1,5 року, а сам проєкт може дати 8,5-кратний прибуток. Ця система є унікальною, тому що у світі не розроблялося жодного подібного апарата.[джерело?] Крім того, БАКС значно дешевше ракет шляхом багаторазового використання літака-носія (до 100 разів), вартість виведення вантажу на низьку навколоземну орбіту — близько 1000 дол. / кг, для порівняння: середня вартість виведення в наш час[коли?] становить близько 8000-12 000 дол. / кг, для конверсійної РН «Дніпро» — 3500 дол. / кг. До переваг можна також віднести велику екологічну чистоту шляхом застосування менш токсичного палива (трикомпонентний двигун РД-701 гас / водень + кисень). В наш час[коли?] на проєкт вже витрачено близько 14 млрд доларів.
Програма «БАКС» отримала золоту медаль (з відзнакою) та спеціальний приз прем'єр-міністра Бельгії в 1994 році в Брюсселі на Всесвітньому салоні винаходів, наукових досліджень і промислових інновацій «Брюссель-Еврика-94».
«Код розробки — 9А-10485».

## Технічний вигляд системи
Що стосується технічного вигляду БАКС, то це багаторазова всеазимутальна система, першим щаблем якої служить літак-носій Ан-225, створений в АНТК ім. О. К. Антонова (Україна, Київ). Як основні розглядаються такі модифікації:
- Пілотована (БАКС-ОС) на основі орбітального крилатого ступеня;
- Вантажна (БАКС-Т) з одноразовим ракетним блоком
- Безпілотна (БАКС-М) з безпілотним багаторазовим крилатим ступенем.

Залежно від способу вантажність на низьку орбіту може становити: у першому випадку 6-9 т, в другому — до 20 т. Обидва варіанти системи включають одноразовий що скидається паливний бак. У віддаленій перспективі розглядається повністю багаторазова система (БАКС-М).
БАКС призначена для вирішення широкого кола завдань у космосі, в тому числі:
- Виведення на навколоземну орбіту і повернення з орбіти різних корисних вантажів;
- Транспортно-технічне забезпечення космічних об'єктів різного призначення;
- Проведення аварійно-рятувальних робіт на орбіті;
- Рішення науково-технічних і технологічних експериментів в космосі;
- Проведення міжнародного контролю за космічним простором;
- Екологічний контроль за космічним простором і земною поверхнею, дистанційне зондування Землі та дослідження навколоземного простору;
- Очищення навколоземного космічного простору від техногенного сміття;
- Виробництво кристалів, біопрепаратів та інших матеріалів в умовах вакууму і мікрогравітації;
- Складання великогабаритних об'єктів на навколоземній орбіті з модулів, в тому числі для місячних і марсіанських експедицій;
- Космічний туризм.

БАКС має незаперечні переваги перед чинними ракетами-носіями:
- Менша вартість виведення корисних вантажів на орбіту (~ 1000 дол США / кг) в порівнянні з одноразовими ракетами-носіями (~ 12000-15000 US $ / кг) і багаторазовими засобами виведення першого покоління («Буран», СРСР і «Space Shuttle», США);
- Можливість запуску в будь-якому напрямку;
- Можливість виведення на орбіти з необхідним фазування та паралаксом щодо аеродрому вильоту;
- Можливість широкого маневрування в поздовжній і бічній площинах при поверненні з орбіти;
- Оперативність застосування;
- Можливість повернення корисних вантажів і їх багаторазового використання;
- Можливість повернення БАКС при скасуванні пуску;
- Екологічна чистота (скорочення полів падіння ступенів і нетоксичні компоненти палива).

## Схема виведення
Розробники запропонували наступну схему виведення КА на ГСО. Система збирається в Самарі, потім на літаку-носії перелітає, наприклад, на аеродром Енгельс, звідки здійснюється політ (з незаправленим 2-м ступенем) на індійський космодром імені Сатіша Дхавана, де є кріогенна заправна база. Космодром імені Сатіша Дхавана використовується як «аеродром підскоку», тут заправляється другий ступінь (з індійською стороною це питання обговорювалося), і літак летить у площину екватора. Потім над океаном відбувається запуск на геостаціонарну орбіту. Економічний ефект від такої схеми застосування системи дуже великий; це альтернатива російським північним космодромам.

## Стан проєкту на сьогодні
У порівнянні з початковим варіантом кінця 1980-х років, стартова маса БАКС зросла з 250 до 275 т, а водневі двигуни замінені на трикомпонентні РД-701 розробки НВО «Енергомаш» імені В. П. Глушко.
У НВО «Молнія» виготовлені натурні макети частин орбітального літака (ОЛ). Повнорозмірний конструктивно-подібний макет з алюмінію від'єднуваного паливного бака, був виготовлений на заводі «Південмаш». На жаль, після його транспортування в Москву він був утилізований на металолом.
Стан літака-носія Ан-225 істотно кращий. Цей унікальний апарат, згідно з технічним завданням, початково був розроблений для виконання трьох завдань:
- Транспортування вантажів до 250 т як на зовнішній підвісці («на спині»), так і всередині вантажної кабіни;
- Транспортування елементів ракетно-космічної системи «Енергія-Буран» з заводів-виробників на космодром Байконур;
- Використання літака, як носія АКС.

Літак був створений в рекордні терміни: проєктування розпочалося в 1984 р., А перший політ відбувся наприкінці 1988 Перший (і поки єдиний) екземпляр Ан-225 в 2001 був відновлений до льотного стану, сертифікований для вантажних перевезень та експлуатується за призначенням.
Для другого льотного екземпляра практично готовий планер, але немає багатьох компонентів, які вже морально застаріли, устаткування і двигунів. Основні характеристики машини:
- злітна маса збільшена до 620—640 т;
- крейсерська швидкість в межах 800—850 км/год;
- максимальна дальність польоту до 15 тис. км.

О. К. Богданов, заступник генерального конструктора АНТК ім. О. К. Антонова (Україна, Київ), повідомив: „Ми пройшли етапи технічної пропозиції, зробили ескізний проєкт, потім додатку, оскільки ОЛ з баком весь час «рухався», і виконали дуже великий обсяг науково-дослідних робіт. Звичайно, можна буде поставити потужніші двигуни, але доведеться трохи змінити деякі силові елементи фюзеляжу і вкоротити його, тому що ОС з баком уже зріс до 275 т. На мій погляд, найскладніша робота — це створення бортового стартового комплексу, який повинен бути поставлений на літак-носій і забезпечить роботу власне ОЛ“.
При цьому вантажна кабіна зберігає можливість використання для перевезення різних вантажів, пов'язаних з роботою авіаційно-космічної системи. Були опрацьовані та вирішені, а потім спільно з ЦАГІ перевірені в аеродинамічних трубах всі питання, пов'язані з вузлами кріплення, панеллю роз'єму і надфюзеляжним залізом.
Конструктори АНТК ім. О. К. Антонова встановили межу стартової маси БАКС — 275 т. Подальше збільшення маси «ракетного сегмента» неможливо.
Також планується обладнати Ан-225 системою дозаправлення в повітрі. Ну і, звичайно, треба побудувати необхідну кількість літаків-носіїв і провести льотні випробування на другому примірнику Ан-225. На думку фахівців АНТК, науково-технічні доробки дозволяє створити реальну транспортну систему виведення корисного навантаження в космічний простір, оскільки ключова позиція — літак Ан-225 — є.
Як вважають фахівці ЦАГІ, в наш час[коли?] БАКС є найбільш проробленою авіаційно-космічною системою. У 1998 р. на підставі результатів роботи одинадцяти робочих груп фахівців в області аеродинаміки, міцності, стійкості та керованості, теплозахисту, двигунів і устаткування ЦАГІ спільно з ЦНДІМАШ підготували позитивний висновок про технічну реалізованість проєкту. Щоправда, окремі фахівці відзначали високу вартість розробки системи БАКС, внаслідок чого не ухвалили рішення про перехід на стадію ДКР по створенню системи БАКС. Подальший розвиток проєкту може бути виправдане лише у випадку обґрунтування ролі й місця цієї системи у вирішенні цільових завдань". До 2007 р. такі завдання були нарешті визначені, а ЦАГІ провів великі дослідження різних проєктів АКС на базі літаків-носіїв МіГ-31, Ту-160, Ту-22М, М-55, Ан-124, «Геракл».
У зв'язку з початком російсько-української війни реалізація проєкту стала неможливою.